# 1110
1110 (MCX) je bilo navadno leto, ki se je po julijanskem koledarju začelo na soboto.

## Dogodki

### Evropa
- Češka: odstavljeni pretenednt za češki vojvodski prestol Borživoj II. se ob podpori poljskega vojvode Boleslava Krivoustega vrne na češko, vendar ga porazita novi češki vojvoda Vladislav I. in rimsko-nemški cesar Henrik V. ↓
- → Še istega leta poskuša Boleslav nastaviti mlajšega Vladislavovega brata Sobeslava I.. V bitki pri Trutini porazi Vladislava in Henrika V., vendar po zmagi iz neznanega razloga opusti načrte in se vrne na Poljsko. 1117 ↔
- Po propadlih pogajanjih med cesarjem Henrikom V. in papežem Pashalom II. Henrik vdre v Italijo. Henrik V. se namreč ni hotel odpovedati pravici do investiture. 1111 ↔
- Začne se gradnja samostana Fontevraud, grofija Anjou, Francija.
- Konča se najstarejši ruski letopis »Zgodovina minulih let«, ki opisuje zgodovino Kijevske Rusije od leta 850 do 1110.
- Švedska: Inge Mlajši postane sokralj poleg kralja Filipa.
- V Normandiji se proti angleškemu kralju Henriku I. (neuspešno) bori Vilijem Clito, nezakonski sin Henrikovega  brata Roberta Curthosa.
- Zaroka in kronanje Matilde, hčerke angleškega kralja Henrika I. za rimsko-nemško cesarico. Poroka s Henrikom V.: 1114 ↔
- Rekonkvista: Almoravidi si podredijo Zaragozo, še zadnjo neodvisno taifo in zaveznico Kastiljcev.
- Umrlega kastiljskega kralja Alfonza VI. nasledi kot titularni nosilec njegov vnuk Alfonso Raimúndez, ki izhaja iz prvega zakona Alfonzove hčerke Urake z galicijskim grofom Rajmondom Burgundskim. Regentstvo v Kastiliji, ki vključuje kraljestva Leon, Galicijo in Toledo je v domeni Urake do njene smrti. 1126 ↔
- Med novopečenima zakoncema kraljem Alfonzom I. Aragonskim in njegovo sporogo Urako Kastiljsko sprva majhni konflikti v letu dni preidejo v odkrito sovražnost. Uraka soproga Alfonza I. obtoži fizičnega maltretiranja ter ga zapusti. 1111 ↔
- Rekonkvista: Kraljevina Aragon zavzame mavrski trdnjavi Egea in Juslibol.

### Norveški križarski pohod v Sveti deželi
- poleti - Norveška križarska flota pod vodstvom kralja Sigurda prispe v Akkon in se sprva odpravi na romanje v Jeruzalem.↓
- 19. oktober → Jeruzalemski kralj Baldvin I. začne oblegati Sidon, ki je še pod upravo Fatimidov. Z morja Baldvinu asistirajo Norvežani in Benečani.↓
- 5. december → Križarji zavzamejo Sidon.
- Istega leta križarji zavzamejo Bejrut za Kraljevino Jeruzalem.
- Antiohijski regent Tankred osvoji za grofijo Tripoli utrdbo Ḥiṣn al Akrad, oziroma kasneje imenovan Krak des Chevaliers.

### Ostalo po svetu
- Šri Lanka: umrlega kralja šrilanškega kraljestva Polonnaruwa Vidžajabahuja I. nasledi Džajabahu II.

## Rojstva
- Abraham Ibn Daud, latinizirano Avendauth, španski judovski zgodovinar, astronom, teolog, filozof († 1180)
- Diarmait Mac Murchada, irski kralj Leinsterja († 1171)
- Dominik Gundisalvi, španski krščanski filozof in prevajalec († 1181)
- Düsum Khyenpa, tibetanski lama budistične ločine Karma Kagyu († 1193)
- Elred iz Reivaulxa, angleški opat, pridigar, mistik († 1167)
- Ibn Tufajl, španski muslimanski filozof, naravoslovec, mistik († 1185)
- Robert iz Kettona, angleški teolog, astronom, arabist († 1160)
- Robert iz Torignija, frankonormanski menih, kronist († 1186)
- Rostislav I., kijevski veliki knez († 1167)
- Vladislav II., češki kralj († 1174)

## Smrti
- Džajabahu II., šrilanški kralj
- Hugo VI. Lusignanski, grof, križar (* 1043)